# روجر ويكر
روجر فريدريك ويكر (بالإنجليزية: Roger Frederick Wicker)‏ هو سياسي أمريكي من الحزب الجمهوري ولد في يوم 5 يوليو 1951 في بونتوتوك في ميسيسيبي. حصل على شهادة البكلوريوس في الصحافة و العلوم السياسية من جامعة مسيسيبي. هو عضو في مجلس الشيوخ الأمريكي كممثل عن ولاية ميريلاند منذ سنة 2017. وهو عضو سابق في مجلس النواب من سنة 1995 إلى سنة 2017.